# Janet Mondlane
Pour les articles homonymes, voir Mondlane.
Janet Rae Johnson Mondlane, plus connue comme Janet Mondlane, née en 1934 à Downers Grove, dans l'Illinois, aux États-Unis, est une militante et femme politique américano-mozambicain, ancienne militante du Front de libération du Mozambique (FRELIMO), dont son mari, Eduardo Mondlane, a été président.

## Biographie
Janet Rae Johnson est née en 1935 dans la petite ville de Downers Grove, en banlieue de Chicago, dans l'Illinois, au sein d'une famille blanche dont les origines sont en partie en Suède. Elle grandit à la campagne, son père étant mécanicien automobile et gérant une entreprise familiale,. En 1951, à l'âge de 17 ans, elle participe à un camp de vacances évangélique à Geneva, dans le Wisconsin, où elle fait la connaissance du jeune Eduardo Mondlane, de quinze ans son aîné. Janet Rae Johnson et Eduardo Mondlane commencent une étroite relation épistolaire, et se rencontrent plusieurs fois, jusqu'à ce qu'en 1956, ils se marient, malgré les réticences de sa famille et après de longues procédures en raison du caractère interracial de ce mariage (les lois sur le métissage, aux États-Unis n'ayant été abolies que dans la décennie suivante). Ensemble, ils s'installent à Chicago, et effectuent des études à l'université Northwestern. Plus tard, ils déménagent à New York. Leurs enfants naissent dans cette période, Eduardo Jr. en 1957, Jennifer Chude en 1958 et Nyeleti Brooke en 1962.
En 1963, elle rejoint son mari, avec ses enfants, à Dar es Salam. Eduardo Mondlane avait quitté un poste à l'université de Syracuse pour s'installer en Tanzanie devenue indépendante, et contribuer à la lutte pour l'indépendance du Mozambique. À Dar es Salam, une nouvelle organisation, née de la fusion, en mai 1962, de petites factions politiques mozambicaines, le FRELIMO, a installé son quartier général. Tandis qu'Eduardo est choisi comme président de ce mouvement de Libération, Janet Mondlane prend en charge le Mozambique Institute de ce FRELIMO, un centre de formation pour tous les préoccupations non-militaires. Entre autres, il s'agit de construire des écoles pour la population locale dans tansanisch-mozambicain dans la zone frontalière entre la Tanzanie et le Mozambique. Elle est également souvent à l'étranger pour faire connaître le FRELIMO,.
Lorsqu'un colis piégé tue Eduardo Mondlane le 3 février 1969, Janet Mondlane se trouve à Genève, en Suisse, et n'est de retour en Tanzanie que deux jours plus tard. Le président tanzanien, Julius Nyerere, est à ses côtés à l'enterrement de son mari. Le FRELIMO décide que la famille doit s'installer, pour des raisons de sécurité, au camp de Bagamoyo dans la brousse tanzanienne, où elle reprend ses activités.
Dans le cadre de l'indépendance du Mozambique en 1975, Janet Mondlane s'installe avec ses trois enfants, dans la capitale mozambicaine, Maputo. Elle y assume diverses fonctions au sein du jeune État, et dirige quelque temps le ministère de la Santé du pays. Par intermittence, elle est également députée à l'Assemblée populaire nationale. De 1986 à 1992, elle s'occupe notamment de la Croix-Rouge, et de 2000 à 2003, du conseil national contre le SIDA.
En 1996, Janet Mondlane crée une Fondation pour la mémoire de son défunt mari (Fundação Eduardo Mondlane). En 2011, elle se voit décerner un doctorat honoris causa par l'université Eduardo-Mondlane. Selon les médias, elle a renoncé à la citoyenneté américaine.